# Safia Amajan
Safia Amajan (ou Safia Ahmed-jan) est une enseignante, haute fonctionnaire et militante afghane de la cause des femmes, née en 1941 et morte assassinée le 25 septembre 2006, sur ordre des talibans. Elle est devenue mondialement connue pour avoir donné clandestinement des cours aux femmes et aux jeunes filles alors que le régime taliban leur avait interdit tout accès à l’éducation publique.
Safia Amajan est l'une des victimes emblématiques, comme Sitara Achakzaï et Malalaï Kakar, d'un terrorisme taliban qui vise à éliminer les femmes de l’espace public, en Afghanistan et au Pakistan.

## Biographie
Safia Amajan est la dernière fille d'un père marchand drapier, membre de la minorité baloutche, et d'une mère pachtoune de la tribu Nurzaï. C'est une famille libérale : frappé par la « malchance » d'avoir eu cinq filles d'affilée, leur père a résolu de leur faire donner une bonne éducation. Mais il meurt subitement, l'année des quinze ans de la jeune fille. Ses sœurs aînées sont mariées et Safia doit alors subvenir à ses besoins ainsi qu'à ceux de sa mère, de sa grand-mère et de son jeune frère. Elle commence par enseigner en maternelle, en achevant parallèlement ses études secondaires. La profession enseignante, l'une des seules perspectives de carrière offertes aux femmes, se présente à elle comme un choix naturel, avant de devenir une véritable passion.
Dans les années 1970, pendant la parenthèse de libéralisation des mœurs ouverte par le pouvoir communiste, les femmes de Kandahar sont les seules, en dehors de Kaboul, à se débarrasser de leur voile. À cette époque, Safia travaille dans l'établissement d'enseignement secondaire Zarghuna Ana. Restant à l'écart d'un activisme révolutionnaire qui lui paraît superficiel, elle se soucie en priorité de la bonne éducation des 2 000 jeunes filles que reçoit l'école dont elle devient bientôt la directrice. Ayant toujours refusé les mariages arrangés, la jeune femme épouse un colonel qui partage ses convictions. Elle a déjà nettement plus de quarante ans lorsqu'ils ont un enfant. Son mari lui apportera toujours un appui sans réserve, même lorsque les conservateurs religieux reviendront au pouvoir, au début des années 1990.
À la fin des années 1980, elle est inspectrice de toutes les écoles de filles de la province de Kandahar. Sa popularité lui vaut alors le surnom d'Amajan, « Tante chérie », qui va pratiquement remplacer son nom de famille, Warasta. Après la prise du pouvoir par les talibans en 1996, elle continue d'enseigner aux filles, ce qui est devenu illégal. Mais son statut de hâfiz (celui qui connaît par cœur tout le Coran) lui permet d'apaiser les nouveaux maîtres du pays, qui lui octroient l'un des rares rôles publics encore ouverts aux femmes : la direction de la prière. Contrairement à beaucoup d'Afghanes « émancipées », elle ne cherche pas refuge à l'étranger au cours de cette période, ce qui accroît encore le respect que lui vouent ses concitoyennes de Kandahar.
En 2001, immédiatement après la chute du régime taliban, elle offre son concours au nouveau gouvernement. Elle est nommée directrice du Service des affaires féminines de la province de Kandahar, service qu'elle crée elle-même. Elle s'implique dans la préparation et l'organisation des premières élections, auxquelles elle incite activement les femmes à participer. Discrètement mais efficacement, elle mène programme sur programme : dons aux pauvres, soutien aux détenues, subsistance des veuves de guerre, alphabétisation rurale, cours de sensibilisation politique. Dans la seule ville de Kandahar, elle ouvre six écoles où un millier de femmes apprennent à fabriquer et à vendre leurs produits. Elle contribue également à la création d’écoles de couture pour femmes, dont certaines réalisations trouvent des débouchés à l'exportation.
Avec le retour en force des talibans, les personnels humanitaires, étrangers ou afghans, hommes ou femmes, font l'objet de menaces visant à leur faire quitter la région. En dépit de l'insécurité croissante, ignorant aussi les pressions qui l'incitent à prendre un rôle politique national, Amajan reste à Kandahar. Devant les menaces de mort répétées, elle demande un véhicule sécurisé ou des gardes du corps, qui lui sont refusés. Elle est à bord d'un taxi lorsque deux hommes à moto ouvrent le feu sur elle à l’arme automatique. Mollah Hayat Khan, un commandant taliban, revendique son « exécution » en précisant : « Nous avons à maintes reprises prévenu les gens que quiconque travaille pour le gouvernement, femmes comprises, sera tué ».